# Берестовое (Сахновщинский район)
Берестовое (укр. Берестове) — село, 
Катериновский сельский совет,
Сахновщинский район,
Харьковская область.
Код КОАТУУ — 6324883002. Население по переписи 2001 года составляет 144 (59/85 м/ж) человека.

## Географическое положение
Село Берестовое находится на расстоянии в 3 км от реки Орель (правый берег).
На расстоянии в 1,5 км расположены сёла Катериновка и Новодмитровка.
По селу протекает пересыхающий ручей с несколькими запрудами.

## История
- 1860 — дата основания.